# پال آر. ارلیک
پال رالف ارلیک (انگلیسی: Paul Ralph Ehrlich؛ زادهٔ ۲۹ مهٔ ۱۹۳۲) زیست‌شناس آمریکایی است که بیشتر برای هشدارهایی که در مورد پیامدهای رشد جمعیت و منابع محدود داده شناخته شده است.